# Apostolicae Curae

Brasão pontifício de Leão XIII

Apostolicæ Curæ (em português: Com Cuidado Apostólico) é uma Constituição Apostólica em forma de Bula Papal emitida por Leão XIII em 13 de setembro de 1896. Tal bula fecha a questão das Ordens Anglicanas declarando "que as ordenações feitas segundo o rito anglicano são totalmente inválidas e inteiramente vãs". Foi respondida, no ano seguinte, pelos Arcebispos de Cantuária e Iorque com a encíclica Saepius Officio, cuja origem (anglicana) não implica nada ao conceito católico.

## Da Reforma até a Bula
Antes da emissão da Apostolicae Curae, decisões, ao menos de ordem prática, já haviam sido tomadas em relação à validade das ordens anglicanas. Todo aquele ministro anglicano que quisesse tomar parte no presbitério católico, teria que ser ordenado absolute — ou seja, sem dúvida com relação a uma possível ordenação anterior: esta não existiu sacramentalmente, pode-se afirmar. As atas dos Papas Júlio III e Paulo IV, já prescreviam a ordenação absolute. Os termos nulliter, illicite ordinati, male ordinati, in forma Ecclesiæ e congêneres, todavia, não se podiam interpretar univocamente e davam margem à possível validade.
De 1894 a 1896, Leão XIII maturou a ideia de instituir uma comissão teológica para estudar a questão. Em fevereiro de 1896, instituiu tal comissão que, ao final, não teve uma única posição: metade dos seus componentes criam na validade e a outra metade, no contrário. Pareceria, então, mais razoável manter o silêncio dos séculos precedentes. Uma carta, porém, foi dirigida ao Sumo Pontífice por todos os Bispos Católicos da Inglaterra e País de Gales à qual se uniram os de Escócia e Irlanda pedindo que se pronunciasse definitivamente dirimindo todas as dúvidas concernentes ao caso. Assim o fez aos 13 de setembro de 1896.

## A Bula
Segue a parte principal da Bula, auto-explicativa:
| "[…] No rito da execução e administração de qualquer sacramento corretamente distinguimos entre parte cerimonial e a parte essencial, que são usualmente chamadas matéria e forma. E todos sabem que os sacramentos da nova lei, sendo sinais sensíveis e eficazes da graça invisível, devem tanto significar a graça que produzem como o efeito da graça que significam. …Ora, as palavras que até a última geração estavam universalmente em uso pelos anglicanos, a fim de serem a forma propriamente dita da ordenação ao sacerdócio, a saber, "Recebe o Espírito Santo", estão certamente longe da significação precisa da ordem do presbiterato, ou de sua graça e poder, que é especialmente o poder de consagrar e oferecer o verdadeiro corpo e sangue do Senhor naquele sacrifício que não é mera comemoração do sacrifico cumprido na cruz. Essa forma foi, é verdade, posteriormente acrescida das palavras "para o ofício e a obra de um sacerdote", mas isso antes prova que os anglicanos estavam conscientes de que as primeiras palavras eram defeituosas e inadequadas. E a adição, mesmo que fosse capaz de dar a necessária significação à forma, foi introduzida muito tarde, porque um século já se escoara desde a aceitação do Edwardian Ordinal: a hierarquia tinha terminado e já não restava nenhum poder para ordenar. Assim também no caso da consagração episcopal. Pois à fórmula "Recebe o Espírito Santo" as palavras "para o ofício e a obra de um bispo" não só foram acrescentadas muito tarde, como logo notaremos, mas uma interpretação diferente deve ser-lhes dada daquela do rito católico… Assim se chega ao resultado que, visto que o sacramento da ordenação e o verdadeiro sacerdócio cristão foram totalmente eliminados do rito anglicano e visto que na consagração dos bispos daquele rito não é conferido o sacerdócio, não pode ser conferido um verdadeiro episcopado… Com esse profundo defeito na forma coexiste um defeito de intenção, a qual também é necessária para a execução de um sacramento… E assim… pronunciamos e declaramos que as ordenações feitas segundo o rito anglicanos são totalmente inválidas e inteiramente vãs." |

### Doutrina Definitiva
No comentário doutrinal que acompanha o Motu Proprio Ad Tuedam Fidem, o então Prefeito da Congregação para a Doutrina da Fé, Joseph Ratzinger, aplica à Bula Apostolicæ Curæ o que afirma o Motu de João Paulo II:
| "§2. Deve-se ainda firmemente aceitar e acreditar também em tudo o que é proposto de maneira definitiva pelo magistério da Igreja em matéria de fé e costumes, isto é, tudo o que se requer para conservar santamente e expor fielmente o depósito da fé; opõe-se, portanto, à doutrina da Igreja Católica quem rejeitar tais proposições consideradas definitivas." |

## Após a Bula
Após a publicação da Bula supracitada, 1896, muitos anglo-católicos buscaram o sacerdócio católico submetendo-se a nova ordenação por bispos vetero-católicos da União de Utrecht — cismáticos e heréticos, porém reconhecidamente válidos. Origina-se, assim, nova problemática em relação à validade do sacerdócio de alguns anglicanos. A fim de assegurar a validade futura daqueles que se inserem na Igreja Católica e de facilitar o processo de comunhão, o Santo Padre Bento XVI em sua Constituição Apostólica Anglicanorum Coetibus criou os ordinariatos pessoais para anglicanos e legislou que não serão avaliados tais casos e todos serão tratados iguais neste ponto:
| "Todos aqueles que exerceram o ministério de diáconos, presbíteros ou bispos anglicanos, que respondem aos requisitos estabelecidos pelo direito canónico e não estão impedidos por irregularidades ou outros impedimentos, podem ser aceites pelo Ordinariato como candidatos às Ordens Sagradas na Igreja Católica." |

É de se salientar a praxis ortodoxa que, embora sem nenhum pronunciamento teórico oficial, ordena absolute todos os clérigos anglicanos que passam à Igreja Ortodoxa: situação idêntica àquela verificada na Igreja Católica antes da emissão da Bula.